# Danh sách cầu thủ tham dự Cúp bóng đá U-23 Doha 2023
Dưới đây là đội hình của các đội tuyển tham dự Cúp bóng đá U-23 Doha 2023, diễn ra từ ngày 22 đến ngày 28 tháng 3 năm 2023. Độ tuổi được liệt kê cho mỗi cầu thủ được tính đến ngày 22 tháng 3 năm 2023, ngày đầu tiên của giải đấu. 

## Ả Rập Xê Út
Huấn luyện viên: Saad Al-Shehri

## Hàn Quốc
Huấn luyện viên: Hwang Sun-hong

| Số | VT | Cầu thủ         | Ngày sinh (tuổi)            | Trận | Bàn | Câu lạc bộ            |
| -- | -- | --------------- | --------------------------- | ---- | --- | --------------------- |
| 1  | TM | Kim Jeong-hoon  | 20 tháng 4, 2001 (21 tuổi)  |      | 0   | Jeonbuk Hyundai       |
| 12 | TM | Cho Seong-been  | 5 tháng 1, 2001 (22 tuổi)   |      | 0   | Jeonnam Dragons       |
| 21 | TM | Baek Jong-bum   | 21 tháng 1, 2001 (22 tuổi)  |      | 0   | Seoul                 |
|    |    |                 |                             |      |     |                       |
| 2  | HV | Cho Hyun-taek   | 2 tháng 8, 2001 (21 tuổi)   |      | 0   | Ulsan Hyundai         |
| 3  | HV | Hwang Jae-won   | 16 tháng 8, 2002 (20 tuổi)  |      | 0   | Daegu                 |
| 4  | HV | Byeon Jun-soo   | 16 tháng 11, 2001 (21 tuổi) |      | 0   | Daejeon Hana Citizens |
| 5  | HV | Cho Sung-gwon   | 24 tháng 2, 2001 (22 tuổi)  |      | 0   | Gimpo                 |
| 6  | HV | Lee Sang-hyeok  | 6 tháng 1, 2001 (22 tuổi)   |      | 0   | Ulsan Hyundai         |
| 15 | HV | Jang Si-young   | 31 tháng 3, 2002 (20 tuổi)  |      | 0   | Ulsan Hyundai         |
| 20 | HV | Seo Myung-guan  | 23 tháng 11, 2002 (20 tuổi) |      | 0   | Bucheon               |
| 22 | HV | Park Kyu-hyun   | 14 tháng 4, 2001 (21 tuổi)  |      | 0   | Dynamo Dresden        |
| 28 | HV | Lee Tae-seok    | 28 tháng 7, 2002 (20 tuổi)  |      | 0   | Seoul                 |
|    |    |                 |                             |      |     |                       |
| 8  | TV | Lee Jin-yong    | 1 tháng 5, 2001 (21 tuổi)   |      | 0   | Deagu                 |
| 10 | TV | Goh Young-jun   | 9 tháng 7, 2001 (21 tuổi)   |      | 0   | Pohang Steelers       |
| 11 | TV | Jung Han-min    | 8 tháng 1, 2001 (22 tuổi)   |      | 0   | Seongnam              |
| 13 | TV | Park Chang-hwan | 21 tháng 11, 2001 (21 tuổi) |      | 0   | Seoul E-Land          |
| 14 | TV | Paik Sang-hoon  | 7 tháng 1, 2002 (21 tuổi)   |      | 0   | Seoul                 |
| 16 | TV | Kwon Hyeok-kyu  | 13 tháng 3, 2001 (22 tuổi)  |      | 0   | Busan I-Park          |
| 23 | TV | Ahn Jae-jun     | 13 tháng 4, 2001 (21 tuổi)  |      | 0   | Bucheon               |
| 24 | TV | Eom Ji-sung     | 9 tháng 5, 2002 (20 tuổi)   |      | 0   | Gwangju               |
| 25 | TV | Choi Kang-min   | 24 tháng 4, 2002 (20 tuổi)  |      | 0   | Daegu Arts University |
|    |    |                 |                             |      |     |                       |
| 7  | TĐ | Hong Si-hoo     | 8 tháng 1, 2001 (22 tuổi)   |      | 0   | Incheon United        |
| 9  | TĐ | Kim Shin-jin    | 13 tháng 7, 2001 (21 tuổi)  |      | 0   | Seoul                 |
| 17 | TĐ | Hong Yun-sang   | 19 tháng 3, 2002 (21 tuổi)  |      | 0   | Nürnberg              |
| 19 | TĐ | Heo Yool        | 12 tháng 4, 2001 (21 tuổi)  |      | 0   | Gwangju               |

## Iraq
Huấn luyện viên: Radhi Shenaishil

| Số | VT | Cầu thủ                   | Ngày sinh (tuổi)            | Trận | Bàn | Câu lạc bộ        |
| -- | -- | ------------------------- | --------------------------- | ---- | --- | ----------------- |
| 1  | TM | Hani Nesajer              | 10 tháng 1, 2005 (18 tuổi)  |      | 0   | Trelleborgs       |
| 12 | TM | Ridha Abdulaziz           |                             |      | 0   | Al-Diwaniya       |
| 22 | TM | Mohammed Hasan            | 30 tháng 7, 2002 (20 tuổi)  |      | 0   | Al-Talaba         |
|    |    |                           |                             |      |     |                   |
| 2  | HV | Mustafa Saadoon           | 25 tháng 5, 2001 (21 tuổi)  |      |     | Al-Kahrabaa       |
| 3  | HV | Ahmed Hasan               | 24 tháng 9, 2001 (21 tuổi)  |      |     | Erbil             |
| 4  | HV | Josef Al-Imam             | 27 tháng 7, 2004 (18 tuổi)  |      |     | BK Olympic        |
| 5  | HV | Hussein Amer Ojaimi       | 28 tháng 4, 2002 (20 tuổi)  |      |     | Al-Sinaat         |
| 6  | HV | Zaid Tahseen              | 29 tháng 1, 2001 (22 tuổi)  |      |     | Al-Talaba         |
| 15 | HV | Karrar Saad               | 22 tháng 3, 2001 (22 tuổi)  |      |     | Al-Talaba         |
| 16 | HV | Mustafa Saleh             | 27 tháng 4, 2004 (18 tuổi)  |      |     | Atalanta          |
| 20 | HV | Karrar Al-Ameer           | 14 tháng 12, 1999 (23 tuổi) |      |     | Al-Minaa          |
|    |    |                           |                             |      |     |                   |
| 7  | TV | Dhulfiqar Younis Al-Imari | 27 tháng 5, 2001 (21 tuổi)  |      |     | Al-Shorta         |
| 8  | TV | Marko Farji               | 16 tháng 3, 2004 (19 tuổi)  |      |     | Strømsgodset      |
| 10 | TV | Nihad Muhammad            | 14 tháng 1, 2001 (22 tuổi)  |      |     | Al-Karkh          |
| 11 | TV | Muntadher Mohammed        | 5 tháng 6, 2001 (21 tuổi)   |      |     | Al-Taawon         |
| 14 | TV | Karrar Al-Mukhtar         | 6 tháng 1, 2001 (22 tuổi)   |      |     | Al-Naft           |
| 19 | TV | Zaid Ismail               | 3 tháng 1, 2002 (21 tuổi)   |      |     | Newroz            |
| 21 | TV | Zidane Abdul Jabbar       | 3 tháng 6, 2000 (22 tuổi)   |      |     | Karbala           |
| 24 | TV | Manuel Iylia              | 5 tháng 5, 2004 (18 tuổi)   |      |     | Twente            |
| 25 | TV | Ameer Ahmed               |                             |      |     | Al-Hedod          |
|    |    |                           |                             |      |     |                   |
| 9  | TĐ | Montader Abdel Amir       | 6 tháng 10, 2001 (21 tuổi)  |      |     | Al-Quwa Al-Jawiya |
| 13 | TĐ | Ammar Ghalib              | 13 tháng 3, 2001 (22 tuổi)  |      |     | Al-Shorta         |
| 17 | TĐ | Hussein Abdullah          | 20 tháng 1, 2001 (22 tuổi)  |      |     | Al-Talaba         |
| 18 | TĐ | Ali Al-Mosawe             | 28 tháng 1, 2002 (21 tuổi)  |      |     | B.93              |
| 23 | TĐ | Ali Hayder                | 1 tháng 10, 2005 (17 tuổi)  |      |     | Stoke City        |

## Kuwait
Huấn luyện viên:  Emílio Peixe 

## Kyrgyztan
Huấn luyện viên:  Maksim Lisitsyn 

## Oman
Huấn luyện viên: Akram Habrish

## Qatar
Huấn luyện viên:  Bruno Pinheiro

| Số | VT | Cầu thủ                 | Ngày sinh (tuổi)            | Trận | Bàn | Câu lạc bộ  |
| -- | -- | ----------------------- | --------------------------- | ---- | --- | ----------- |
| 1  | TM | Yousef Abdulla Baliadeh | 30 tháng 10, 2002 (20 tuổi) |      | 0   | Al-Shamal   |
| 21 | TM | Ali Nader               | 27 tháng 11, 2004 (18 tuổi) |      | 0   | Al-Khor     |
| 22 | TM | Amir Hassan             | 22 tháng 4, 2004 (18 tuổi)  |      | 0   | Al-Arabi    |
|    |    |                         |                             |      |     |             |
| 2  | HV | Abdalla Yousif          | 30 tháng 10, 2002 (20 tuổi) |      |     | Al-Gharafa  |
| 3  | HV | Diyab Haroon            | 15 tháng 5, 2001 (21 tuổi)  |      |     | Al-Duhail   |
| 4  | HV | Mohamed Aiash           | 27 tháng 2, 2001 (22 tuổi)  |      |     | Al-Duhail   |
| 5  | HV | Abdulrahman Rashid      | 20 tháng 11, 2001 (21 tuổi) |      |     | Al Sadd     |
| 11 | HV | Abdullah Al-Yazidi      | 28 tháng 3, 2002 (20 tuổi)  |      |     | Al Sadd     |
| 12 | HV | Abdulla Al-Salati       | 11 tháng 8, 2002 (20 tuổi)  |      |     | Al-Arabi    |
| 15 | HV | Jassem Gaber            | 20 tháng 2, 2002 (21 tuổi)  |      |     | Al-Arabi    |
| 20 | HV | Ali Al-Marri            | 22 tháng 5, 2001 (21 tuổi)  |      |     | Al-Markhiya |
| 23 | HV | Saifeldeen Fadlalla     | 31 tháng 3, 2003 (19 tuổi)  |      |     | Al-Gharafa  |
|    |    |                         |                             |      |     |             |
| 6  | TV | Osama Al-Tairi          | 16 tháng 6, 2002 (20 tuổi)  |      |     | Al-Rayyan   |
| 8  | TV | Abdulaziz Mohammed      | 28 tháng 11, 2002 (20 tuổi) |      |     | Al-Duhail   |
| 9  | TV | Tameem Mansour          | 5 tháng 10, 2002 (20 tuổi)  |      |     | Al-Rayyan   |
| 10 | TV | Khalid Ali Sabah        | 5 tháng 10, 2001 (21 tuổi)  |      |     | Al-Rayyan   |
| 13 | TV | Abdelrahman Zaky        | 8 tháng 9, 2002 (20 tuổi)   |      |     | Umm Salal   |
| 16 | TV | Faisal Azadi            | 13 tháng 1, 2001 (22 tuổi)  |      |     | Al-Shamal   |
| 17 | TV | Mohamed Al-Mannai       | 30 tháng 10, 2003 (19 tuổi) |      |     | Al-Markhiya |
|    |    |                         |                             |      |     |             |
| 7  | TĐ | Mohamed Surag           | 21 tháng 4, 2003 (19 tuổi)  |      |     | Al-Rayyan   |
| 14 | TĐ | Elyas Barimil           | 18 tháng 4, 2001 (21 tuổi)  |      |     | Umm Salal   |
| 18 | TĐ | Mohamed Khaled          | 8 tháng 1, 2003 (20 tuổi)   |      |     | Al-Wakrah   |
| 19 | TĐ | Mohamed Al-Hassan       | 20 tháng 6, 2002 (20 tuổi)  |      |     | Al-Markhiya |

## Thái Lan
Huấn luyện viên: Issara Sritaro

| Số | VT | Cầu thủ                    | Ngày sinh (tuổi)            | Trận | Bàn | Câu lạc bộ        |
| -- | -- | -------------------------- | --------------------------- | ---- | --- | ----------------- |
| 1  | TM | Soponwit Rakyart           | 25 tháng 1, 2001 (22 tuổi)  |      | 0   | Phrae United      |
| 20 | TM | Thirawooth Sruanson        | 10 tháng 11, 2001 (21 tuổi) |      | 0   | Kasetsart         |
| 23 | TM | Siriwat Ingkaew            | 11 tháng 1, 2002 (21 tuổi)  |      | 0   | Khon Kaen United  |
|    |    |                            |                             |      |     |                   |
| 2  | HV | Maximilian Steinbauer      | 29 tháng 4, 2001 (21 tuổi)  |      | 0   | Sukhothai         |
| 3  | HV | Chatmongkol Rueangthanarot | 9 tháng 5, 2002 (20 tuổi)   |      | 0   | Chonburi          |
| 4  | HV | Jonathan Khemdee           | 9 tháng 5, 2002 (20 tuổi)   |      | 0   | Ratchaburi        |
| 5  | HV | Songchai Thongcham         | 9 tháng 6, 2001 (21 tuổi)   |      | 0   | Chonburi          |
| 12 | HV | Apisit Saenseekhammuan     | 11 tháng 10, 2002 (20 tuổi) |      | 0   | Nongbua Pitchaya  |
| 15 | HV | Songwut Kraikruan          | 11 tháng 6, 2001 (21 tuổi)  |      | 0   | Muangthong United |
| 21 | HV | Bukkoree Lemdee            | 11 tháng 3, 2004 (19 tuổi)  |      | 0   | Custom United     |
|    |    |                            |                             |      |     |                   |
| 6  | TV | Airfan Doloh               | 26 tháng 1, 2001 (22 tuổi)  |      | 0   | Buriram United    |
| 7  | TV | Channarong Promsrikaew     | 17 tháng 4, 2001 (21 tuổi)  |      | 0   | Chonburi          |
| 13 | TV | Sittha Boonlha             | 2 tháng 9, 2004 (18 tuổi)   |      | 0   | Custom United     |
| 14 | TV | Purachet Thodsanid         | 9 tháng 5, 2001 (21 tuổi)   |      | 0   | Muangthong United |
| 16 | TV | Leon James                 | 29 tháng 8, 2001 (21 tuổi)  |      | 0   | Nongbua Pitchaya  |
| 17 | TV | Settasit Suvannaseat       | 6 tháng 3, 2002 (21 tuổi)   |      | 0   | Chiangrai United  |
| 18 | TV | Sirimongkol Rattanapoom    | 21 tháng 5, 2002 (20 tuổi)  |      | 0   | OH Leuven         |
| 22 | TV | Thirapak Prueangna         | 15 tháng 8, 2001 (21 tuổi)  |      | 0   | Ayutthaya United  |
|    |    |                            |                             |      |     |                   |
| 8  | TĐ | Teerasak Poeiphimai        | 21 tháng 9, 2002 (20 tuổi)  |      | 0   | Port              |
| 9  | TĐ | Patrik Gustavsson          | 19 tháng 4, 2001 (21 tuổi)  |      | 0   | BG Pathum United  |
| 10 | TĐ | Pattara Soimalai           | 27 tháng 8, 2001 (21 tuổi)  |      | 0   | Buriram United    |
| 11 | TĐ | Anan Yodsangwal            | 9 tháng 7, 2001 (21 tuổi)   |      | 0   | Lamphun Warriors  |
| 19 | TĐ | Nethithorn Kaewcharoen     | 31 tháng 7, 2001 (21 tuổi)  |      | 0   | Suphanburi        |

## UAE
Huấn luyện viên:  Denis Silva 

## Việt Nam
Huấn luyện viên:  Philippe Troussier

| Số | VT | Cầu thủ            | Ngày sinh (tuổi)            | Trận | Bàn | Câu lạc bộ            |
| -- | -- | ------------------ | --------------------------- | ---- | --- | --------------------- |
| 1  | TM | Quan Văn Chuẩn     | 7 tháng 1, 2001 (22 tuổi)   |      | 0   | Hà Nội                |
| 13 | TM | Đoàn Huy Hoàng     | 18 tháng 6, 2003 (19 tuổi)  |      | 0   | Viettel               |
| 22 | TM | Trần Liêm Điều     | 8 tháng 1, 2001 (22 tuổi)   |      | 0   | Thép Xanh Nam Định    |
|    |    |                    |                             |      |     |                       |
| 2  | HV | Trần Quang Thịnh   | 12 tháng 5, 2001 (21 tuổi)  |      |     | Công an Hà Nội        |
| 3  | HV | Vũ Tiến Long       | 4 tháng 4, 2002 (20 tuổi)   |      |     | Hà Nội                |
| 4  | HV | Võ Minh Trọng      | 24 tháng 10, 2001 (21 tuổi) |      |     | Đồng Tháp             |
| 5  | HV | Lương Duy Cương    | 7 tháng 11, 2001 (21 tuổi)  |      |     | SHB Đà Nẵng           |
| 6  | HV | Giáp Tuấn Dương    | 7 tháng 9, 2002 (20 tuổi)   |      |     | Công an Hà Nội        |
| 12 | HV | Phan Tuấn Tài      | 7 tháng 1, 2001 (22 tuổi)   |      |     | Viettel               |
| 18 | HV | Hà Văn Phương      | 13 tháng 7, 2001 (21 tuổi)  |      |     | Công an Hà Nội        |
| 20 | HV | Bùi Xuân Thịnh     | 23 tháng 11, 2001 (21 tuổi) |      |     | Công an Hà Nội        |
| 21 | HV | Trần Văn Thắng     | 6 tháng 7, 2001 (21 tuổi)   |      |     | Hòa Bình              |
|    |    |                    |                             |      |     |                       |
| 7  | TV | Lê Văn Đô          | 7 tháng 8, 2001 (21 tuổi)   |      |     | Công an Hà Nội        |
| 8  | TV | Võ Hoàng Minh Khoa | 12 tháng 3, 2001 (22 tuổi)  |      |     | Becamex Bình Dương    |
| 11 | TV | Khuất Văn Khang    | 11 tháng 5, 2003 (19 tuổi)  |      |     | Viettel               |
| 14 | TV | Lê Quốc Nhật Nam   | 23 tháng 3, 2001 (21 tuổi)  |      |     | Huế                   |
| 15 | TV | Huỳnh Công Đến     | 19 tháng 8, 2001 (21 tuổi)  |      |     | PVF–CAND              |
| 16 | TV | Ngô Sỹ Chinh       | 16 tháng 2, 2001 (22 tuổi)  |      |     | Hà Nội                |
| 17 | TV | Nguyễn Đức Việt    | 1 tháng 1, 2004 (19 tuổi)   |      |     | Hoàng Anh Gia Lai     |
| 23 | TV | Hoàng Vĩnh Nguyên  | 3 tháng 2, 2002 (21 tuổi)   |      |     | Thành phố Hồ Chí Minh |
|    |    |                    |                             |      |     |                       |
| 9  | TĐ | Nguyễn Văn Trường  | 10 tháng 9, 2003 (19 tuổi)  |      |     | Hà Nội                |
| 10 | TĐ | Nguyễn Thanh Nhàn  | 28 tháng 7, 2003 (19 tuổi)  |      |     | PVF–CAND              |
| 19 | TĐ | Nguyễn Quốc Việt   | 2 tháng 10, 2003 (19 tuổi)  |      |     | Hoàng Anh Gia Lai     |